# Franco Grillini

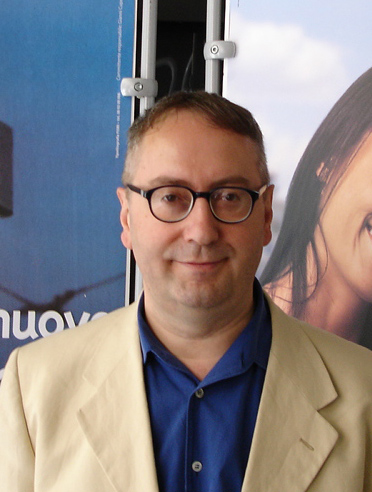
Franco Grillini

Franco Grillini (sinh ngày 14 tháng 3 năm 1955) là một chính khách người Ý và là nhà hoạt động vì quyền đồng tính nổi bật nhất của Ý.

## Sự nghiệp
Ông sinh ra ở Pianoro, tỉnh Bologna. Trong những năm 1970, ông tham gia các phong trào chính trị của sinh viên. Ông theo học Đại học Bologna, tốt nghiệp năm 1979 với bằng giáo dục, và sau đó trở thành một nhà tâm lý học, nhà trị liệu tâm lý và nhà báo. Ông 27 tuổi và đính hôn với một người phụ nữ khi ông công khai.
Grillini tham gia chính trị vào những năm 1970 với Đảng Thống nhất Vô sản; năm 1985, ông là ứng cử viên của Đảng Cộng sản ở tỉnh Bologna. Từ năm 1991 đến năm 2001, ông giữ thành viên liên tục của Bộ Y tế "Hội đồng Quốc gia về cuộc chiến chống AIDS". Ông được bầu lần đầu tiên vào Hội đồng của tỉnh Bologna năm 1990, và sau đó được bầu lại vào năm 1995 và 1999. Năm 1999, ông được bầu làm chủ tịch Ủy ban về quyền và cơ hội bình đẳng của Bộ Ý về các cơ hội bình đẳng của những người đồng tính luyến ái. Sau khi đảng Cộng sản bị giải thể, ông gia nhập Đảng Dân chủ Cánh tả, sau này trở thành Đảng Dân chủ của phe cánh tả. Ông lần đầu tiên được bầu vào Quốc hội Ý năm 2001, và được bầu lại vào năm 2006. Năm 2007, ông rời đảng, từ chối gia nhập Đảng Dân chủ và tham gia phong trào Dân chủ cánh tả.
Trong số các luật mà Grillini đã đề xuất là một luật kết hợp dân sự tương tự như PACS của Pháp và thêm xu hướng tính dục và bản dạng giới vào bài viết chống phân biệt đối xử của Hiến pháp Ý.
Vào ngày 28 tháng 6 năm 1982, Grillini đã giúp thành lập Circolo Omosessuale Ventotto Giugno ở Bologna, nhóm đồng tính đầu tiên nhận được tài trợ của chính phủ. Nhóm này sẽ phát triển thành nhóm quốc gia Arcigay, tổ chức đồng tính hàng đầu của Ý, được thành lập năm 1985. Grillini là thư ký của họ trong hai năm trước khi trở thành Chủ tịch vào năm 1987. Năm 1988, ông gọi một phiên họp đặc biệt của Arcigay với mục đích công nhận sự hiện diện của đồng tính nữ trong tổ chức. Từ năm 1998, ông là Chủ tịch danh dự của Arcigay.
Ông cũng đã thành lập LILA (Liên đoàn Ý vì cuộc chiến chống lại AIDS), vào năm 1987; LINFA (Liên đoàn các gia đình mới của Ý - ban đầu là LIFF, Liên đoàn các gia đình theo luật chung của Ý), nhằm mục đích thúc đẩy pháp luật cho sự công nhận hợp pháp của quan hệ đối tác đồng tính và dị tính, vào năm 1997; và NOI (Tin tức đồng tính Ý), hãng tin đồng tính đầu tiên của Ý, trong đó ông vẫn là biên tập viên, vào ngày 29 tháng 5 năm 1998.